# Brás Cubas (filme)
Brás Cubas é um filme brasileiro de 1986 dirigido e produzido por Júlio Bressane a partir do seu roteiro com Antônio Medina, adaptado do romance Memórias Póstumas de Brás Cubas, de Machado de Assis. 
O filme foi exibido no Festival de Gramado, tendo sido premiado com a Melhor Fotografia. 

## Elenco
- Luiz Fernando Guimarães como Brás Cubas
- Regina Casé como Marcela
- Cristina Pereira como Adriana
- Maria Gladys
- Thelma Reston
- Bia Nunnes
- Ankito
- Guará Rodrigues
- Wilson Grey
- Márcia Rodrigues
- Colé Santana
- Renato Borghi
- Ariel Coelho
- Karen Acioly
- Hélio Ary
- Laura de Vison
- Martim Francisco

## Prêmios e Indicações
| Ano  | Premiação           | Categoria         | Recipiente         | Resultado | Ref.  |
| ---- | ------------------- | ----------------- | ------------------ | --------- | ----- |
| 1986 | Festival de Gramado | Melhor Fotografia | José Tadeu Ribeiro | Venceu    | [ 2 ] |